# Chiesa di San Domenico (Varazze)
La chiesa e il convento di San Domenico sono un complesso religioso situato nel comune di Varazze, tra piazza San Domenico e via Nino Bixio, in provincia di Savona. La chiesa è sede della parrocchia omonima del vicariato di Varazze della diocesi di Savona-Noli, nota anche perché conserva le reliquie del beato Jacopo da Varagine.
La struttura sorge a pochi metri dal mare, nella parte orientale dell'abitato, fuori dalle mura del centro storico, vicino ad un'altra celebre chiesa varazzina: il santuario di Santa Caterina.
Tutto il complesso è gestito dai frati dell'Ordine di San Domenico. 

## Storia

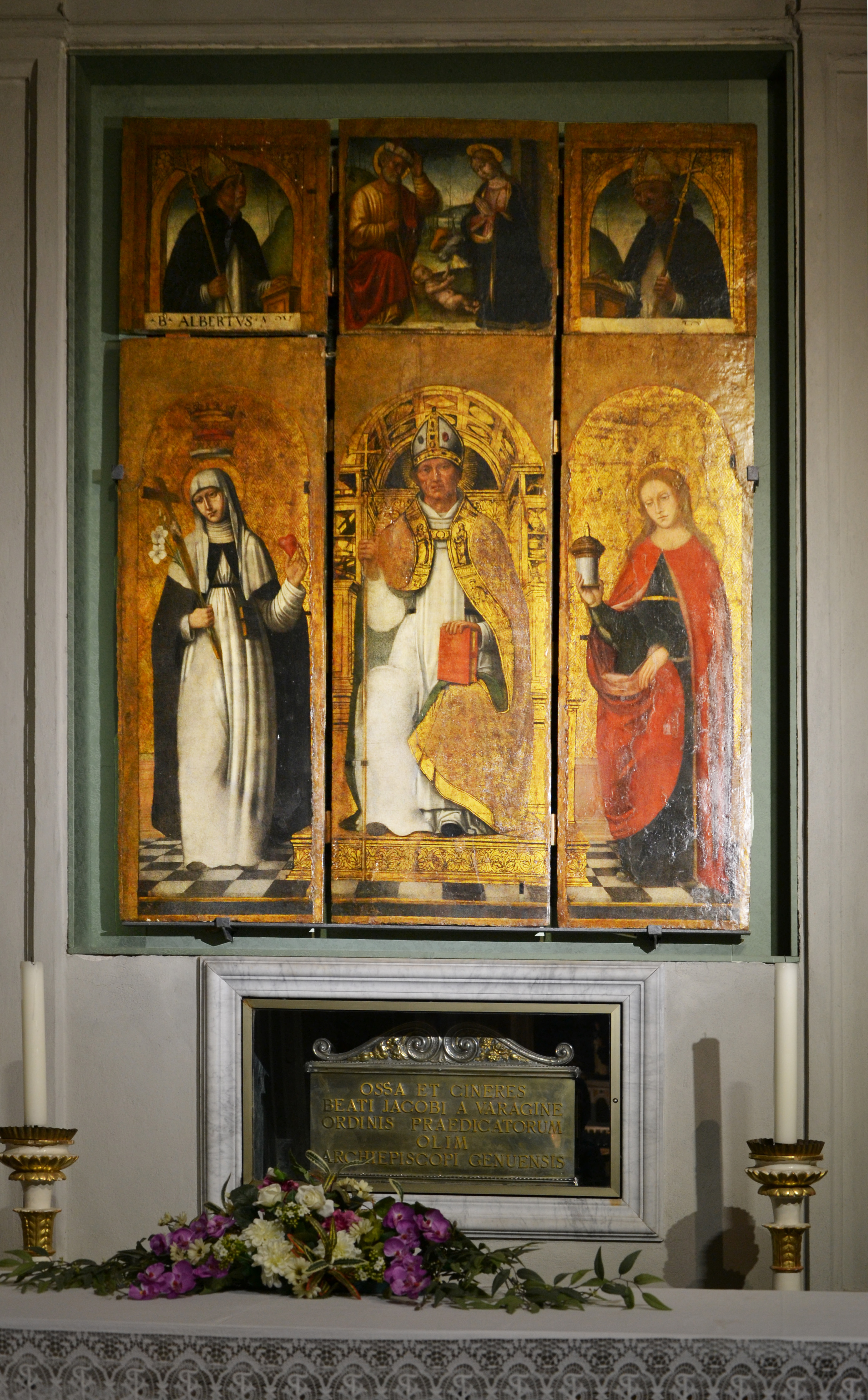
cappella delle reliquie di Jacopo da Varazze

Il convento di San Vincenzo Ferreri - detto di San Domenico - nacque da una richiesta di santa Caterina da Siena rivolta ai varazzini. Nel 1419 papa Martino V diede il consenso per la costruzione sull'antico romitaggio della Madonna delle Grazie, frequentato da Jacopo da Varagine in epoca medievale. Numerosi furono gli ingrandimenti e rimaneggiamenti fino al Seicento, quando il convento acquistò la sua fisionomia attuale. 
La forma attuale della chiesa risale al 1618, mentre l'edificio religioso preesistente risalirebbe al 1419, periodo del quale rimane oggi solo un'abside situata in una cappella laterale. L'intera struttura subì un degrado soprattutto sul finire del XVIII secolo, a causa delle leggi napoleoniche, ma fu poi lentamente ristrutturata agli inizi del XX secolo.
Intorno al XV secolo fu annesso anche l'adiacente convento provvisto di chiostro, ancora oggi retto dai frati domenicani; contiene ancor oggi alcuni dipinti di un pittore d'origine ispano-fiamminga del XV secolo che raccontano la vita degli apostoli, precedentemente situati nell'antica cappella dedicata ai marinai, demolita nel XX secolo per permettere il collegamento laterale tra chiesa e convento.

## Descrizione
L'attuale facciata fu disegnata in stile neogotico semplice e lineare, per ricordare, appunto, le prime chiese domenicane tipiche del basso Medioevo. Curiosa caratteristica è la presenza infissa di una palla di cannone, sparata nel 1746 da una nave francese. Il portale centrale risale invece al XVI secolo, realizzato con della pietra di Finale Ligure.
L'interno è diviso in tre navate, riccamente decorate ed affrescate in tipico stile barocco. 
Nella navata laterale destra si possono ammirare l'altare delle anime del Purgatorio, una cappella dedicata al predicatore domenicano san Giacinto Odrovaz, insieme al beato arcivescovo Jacopo da Varagine e santa Rita da Cascia, quindi ancora una cappella dedicata a san Giuseppe, poi una dedicata a san Vincenzo Ferreri, quest'ultimo predicatore domenicano spagnolo del XIV secolo. Ancora in fondo, la cappella dedicata all'apparizione di san Domenico in Soriano, avvenuta nella prima metà del XV secolo.
Nella navata laterale sinistra invece, si trova l'altare dedicato a san Tommaso d'Aquino, quindi un affresco della Madonna delle Grazie (o del Romito) di probabile origine di scuola pittorica senese, e l'altare dedicato a santa Caterina da Siena, di autore ignoto; la santa patrona di Varazze, d'Italia e d'Europa, nonché del Terz'Ordine Domenicano, ebbe infatti a sostare nel paese ligure il 3 ottobre del 1376, per render omaggio alle spoglie del beato Jacopo da Varazze. È presente anche un altare dedicato a santa Tecla, con un quadro di Bernardo Castello del 1623 e, in fondo, nelle quinta cappella verso l'altare, l'urna contenente le reliquie del beato Jacopo da Varazze (ossa e ceneri), sovrastato da un polittico rinascimentale che lo raffigura in mezzo a santa Caterina e la Maddalena, opera attribuita al pittore Simone da Pavia (1452). Pare che il beato abbia trascorso alcuni periodi della sua giovinezza nell'antico romitorio, inglobato nella parte posteriore della chiesa, ovvero dove si inerpica l'attuale via Nino Bixio. 
Nella cappella della Madonna del Rosario si possono ammirare un quadro di Giovanni Andrea De Ferrari del 1635, e la statua lignea di Anton Maria Maragliano (Madonna del Rosario). Si conserva il documento originale con cui nel 1715 i domenicani commissionarono la scultura, considerata uno dei capolavori del prolifico scultore genovese: "si fece la nobile bellissima statua di N.ra Sig.ra del Rosario da portare in processione, il di cui scultore fu il celebre rinomatissimo Maraggiano da Genova, le di cui opere sono tanto accreditate anche longi da noi, nei regni di Spagna, di Portogallo e delle Indie".
L'edificio sacro conserva l'ardesia recante il dipinto della Madonna del Romito risalente al 1100.

## Galleria d'immagini

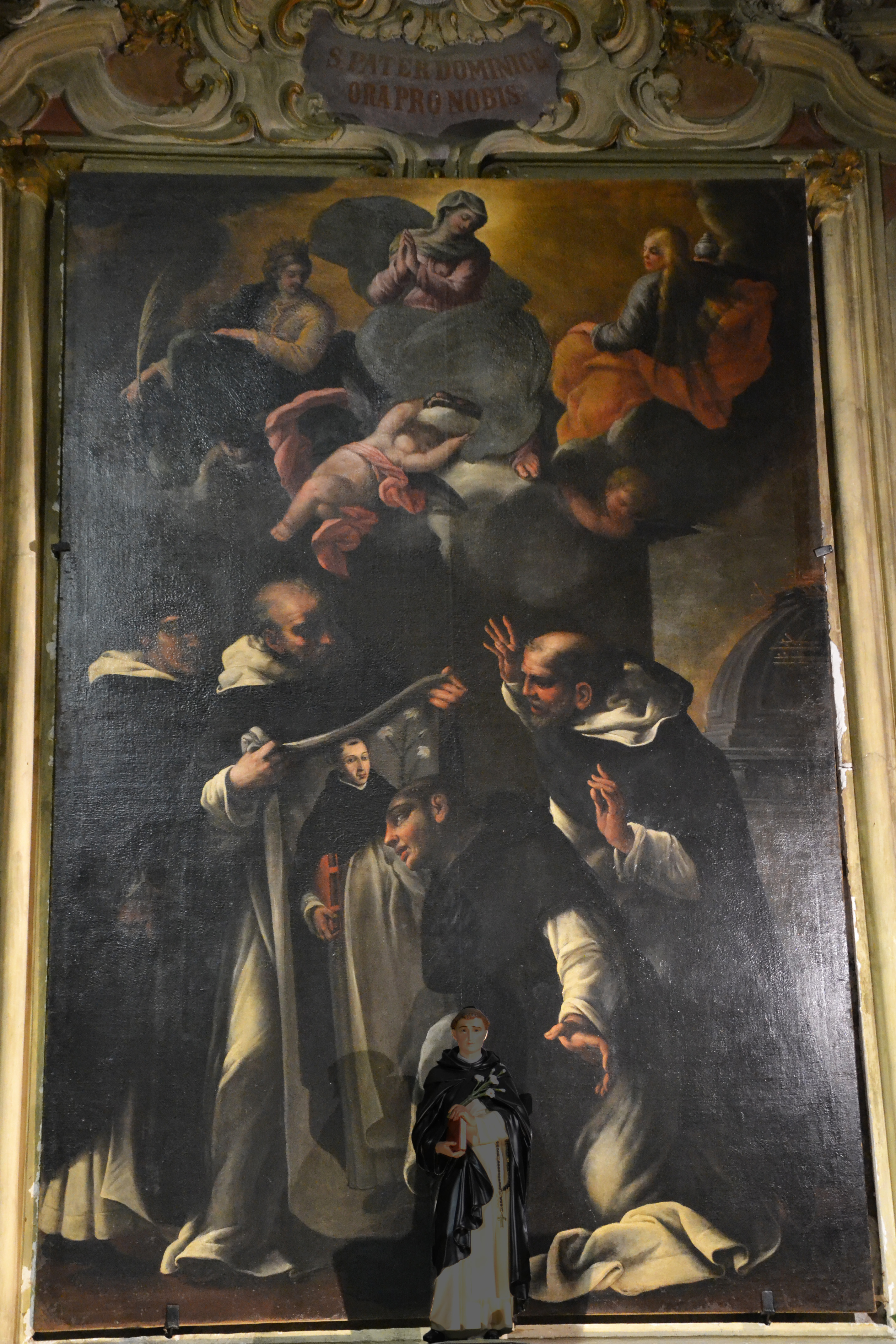
cappella di S. Domenico in Soriano
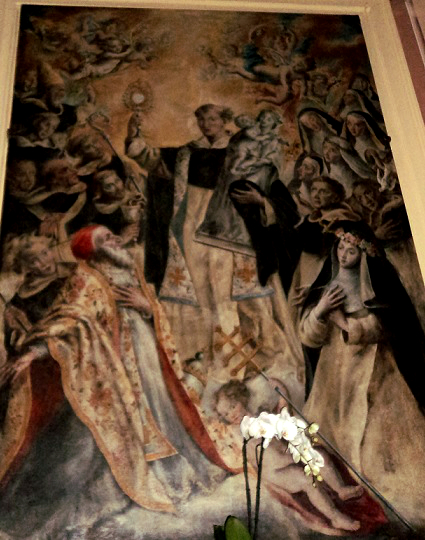
cappella di San Giacinto Odrovaz
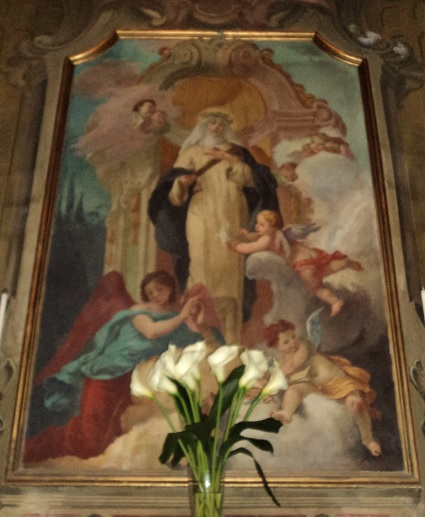
cappella di Santa Caterina da Siena
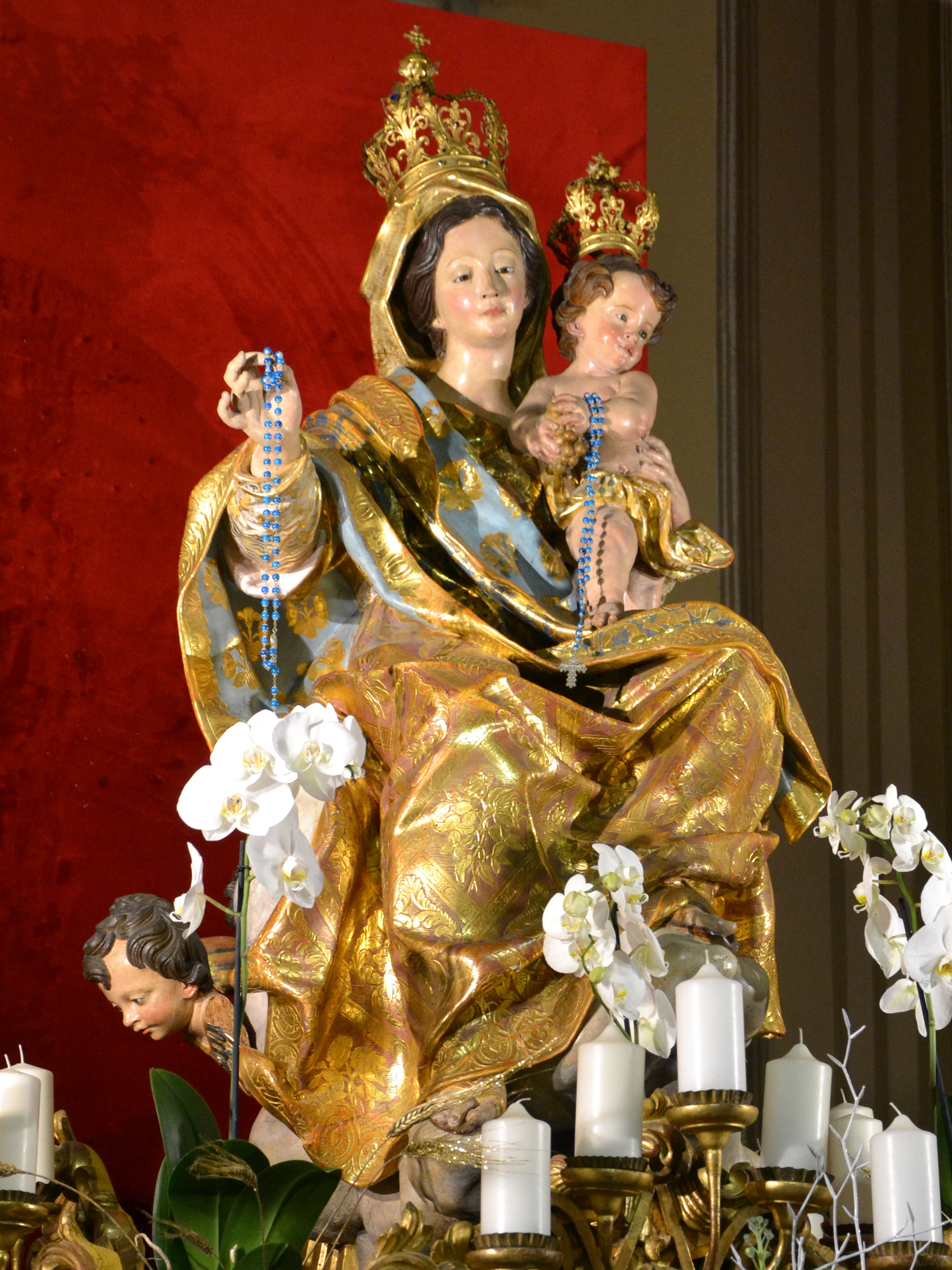
Anton Maria Maragliano, Madonna del Rosario, 1715